# Harold Wood
Harold Wood is een wijk in het Londense bestuurlijke gebied Havering, in de regio Groot-Londen.

## Geboren
- Colin Oates (1983), Engels judoka